# Tolga Ciğerci
Tolga Ciğerci (ur. 23 marca 1992 w Nordenham) – turecki piłkarz pochodzenia niemieckiego, grający na pozycji pomocnika w tureckim klubie MKE Ankaragücü. W latach 2016–2022 reprezentant Turcji. Wychowanek VfL Wolfsburg.

## Kariera klubowa
Treningi piłki nożnej rozpoczął w 1998 roku w SV Phiesewarden. W 2000 trafił do Arminii Vöhrum, a w 2005 został zawodnikiem VfL Wolfsburg. W lipcu 2010 został włączony do pierwszej drużyny tego klubu, a w grudniu 2010 przedłużył kontrakt z zespołem do 30 czerwca 2015 roku. W styczniu 2012 został wypożyczony na półtora roku do Borussii Mönchengladbach. 31 sierpnia 2013 został wypożyczony do Herthy Berlin, a w kwietniu 2014 został przez ten klub wykupiony i podpisał trzyletni kontrakt. W sierpniu 2016 podpisał trzyletni kontrakt z Galatasaray SK. W sierpniu 2018 podpisał roczny kontrakt z Fenerbahçe SK z możliwością przedłużenia o kolejny rok.

## Kariera reprezentacyjna
Młodzieżowy reprezentant Niemiec. W dorosłej reprezentacji Turcji zadebiutował 6 października 2016 w zremisowanym 2:2 meczu eliminacji do Mistrzostw Świata 2018 z Ukrainą.